# Junta general de accionistas
La junta general de accionistas, también denominada junta de socios o asamblea general de accionistas, es la reunión de los accionistas de una sociedad, convocados debidamente para deliberar y decidir por mayoría sobre asuntos sociales propios de su competencia. Supone el órgano deliberante de la sociedad anónima que reúne a los socios o accionistas y que expresa la voluntad social a través de sus acuerdos.
Constituye el órgano de mayor jerarquía de la sociedad al que queda supeditado el órgano de administración de la misma. En ellas se toman las decisiones clave sobre el funcionamiento de la entidad como son por una parte la aprobación de las cuentas anuales, las modificaciones sobre los estatutos o la toma de acuerdos de disolución. También es la competente para el nombramiento y destitución de los órganos de administración. En las grandes sociedades anónimas el equilibrio de poder se inclina en favor de los órganos de administración que suelen ostentar el poder real de la sociedad, ante la dispersión y poca implicación de los accionistas en las juntas generales  que en una gran mayoría de las ocasiones se dedican a confirmar las propuestas realizadas por los administradores y que pone de manifiesto la separación entre la propiedad y la gestión. Los administradores en estas grandes sociedades, muy especialmente en las cotizadas en bolsa, suelen dominar las juntas sin llegar a poseer participaciones de capital suficientes para determinar las votaciones de las juntas de accionistas.
Existen legislaciones como la de Colombia en las que para ciertos tipos societarios de capital (sociedad por acciones simplificadas) se permiten que la junta general de accionistas puedan asumir las funciones de administración y la existencia de una junta directiva o consejo de administración no es imperativa.

## Elementos
Los elementos propios de la junta general son los siguientes:
- Reunión de accionistas.
- Convocatoria previa de acuerdo al procedimiento establecido.
- El objeto de la misma es la deliberación y decisión.
- Las decisiones se toman por mayoría de votos.
- Los asuntos a tratar han de constar de forma previa en el orden del día de la reunión.
- Los asuntos objeto de decisión han de encontrarse dentro de las competencias de la junta.
- Constituye un elemento necesario que no puede ser sustituido por otro.

## Tipos
Las juntas de accionistas se pueden clasificar de acuerdo al tipo de sesiones o encuentros legalmente pautados y tramitados, las cuales pueden ser: “Junta General Ordinaria de Accionistas” y “Junta General Extraordinaria de Accionistas”, la primera se lleva a cabo cada año o en un lapso de tiempo determinado en las escrituras constitutivas de la sociedad por lo que su realización es de carácter obligatorio, mientras que la segunda, se realiza cuando existe algún motivo de elevada trascendencia para la sociedad.
En países como España, se puede convocar más de una Junta en un año si se estima conveniente. Todas aquellas Juntas diferentes a la Junta Ordinaria son Juntas Extraordinarias de Accionistas. Una Junta Extraordinaria no sólo es la diferencia con la Ordinaria, sino que significa que se realiza dentro de un plazo de 4 meses.
Una junta ordinaria puede tratar exactamente los mismos temas que una extraordinaria, si se aprueba así en el orden del día.

### Junta universal
La junta universal constituye generalmente una excepción al requisito necesario de que las mismas sean convocadas de acuerdo al procedimiento establecido en la ley y en los estatutos de la sociedad, pues las legislaciones suelen permitir la celebración de juntas sin convocatoria cuando está presente todo el capital social y los asistentes aceptan de manera unánime la celebración de la misma.

## Asistencia y voto societario
En principio, todos los accionistas están habilitados para acudir a las asambleas de accionistas y ejercitar sus derecho como tal. En algunos casos los estatutos sociales pueden limitar exigiendo un número mínimo de acciones para la asistencia. Gran parte de las actividades de organización de la junta van encaminadas a la realización del voto sobre los puntos del orden del día. En primer lugar se debe garantizar que los accionistas conocen la fecha y el lugar en que tendrá lugar la junta, para que puedan organizar su participación en ella. Por ello es  importante el "Anuncio de Convocatoria". Además se debe garantizar que pueden acceder al recinto en que se celebrará y que pueden ejercer su derecho de voto. Por eso es importante hacerles llegar su acreditación como accionistas con la "Tarjeta de Asistencia" en la que figuran los datos de convocatoria, los puntos del orden del día, los datos del accionista y el número de acciones de la sociedad que posee, y su tipo. A lo largo de la junta se exponen y explican los aspectos indicados en el orden día y se somete a votación aquellos en los que se debe tomar una decisión.

### Voto societario electrónico
El voto electrónico societario se puede regular en los estatutos de la sociedad o en un reglamento específico que regula las formas de participación, el voto electrónico y el otorgamiento de representación (en ocasiones con instrucciones de voto) para participar en la junta cuando no puedde hacerlo el accionista.
El uso del voto electrónico suele ir unido a un aumento de la participación debido a que permite votar sin tener que desplazarse, lo que se traduce en una mayor involucración de los accionsitas con la sociedad.
En el voto electrónico pueden utilizarse certificados electrónicos, o mecanismos de gestión de identidad que permitan verificar la identidad del accionsita y su porcentaje de participación. Algunos sistemas permiten realizar voto anticipado, que debe anularse si el accionsita finalmente acude presencialmente. Otros sistemas permiten el voto en tiempo real mientas se celebra la junta. Los resultados deben conocerse de forma inmediata tras tratar cada uno de los puntos, ya que se deben recoger en el acta, y, en ocasiones, el acta se protocoliza por un notario.

## Regulación en España

### Convocatoria
El artículo 173 de la Ley de Sociedades de Capital de España, que se refiere a la convocatoria de la junta general de accionistas fue modificado por el Real Decreto-Ley 13/20, que estableció:
1. Salvo disposición contraria de los estatutos, la junta general será convocada mediante anuncio publicado en el Boletín Oficial del Registro Mercantil y en la página web de la sociedad. Con carácter voluntario y adicional a esta última o cuando la sociedad no tenga página web, la convocatoria se publicará en uno de los diarios de mayor circulación en la provincia en que esté situado el domicilio social.
2. Los estatutos podrán establecer que la convocatoria se realice mediante anuncio publicado en la página web de la sociedad o por cualquier procedimiento de comunicación, individual y escrita, que asegure la recepción del mismo por todos los socios en el domicilio designado al efecto o en el que conste en la documentación de la sociedad. En el caso de socios que residan en el extranjero, los estatutos podrán prever que sólo serán individualmente convocados si hubieran designado un lugar del territorio nacional para notificaciones. Con carácter voluntario y adicional, la convocatoria se podrá publicar en uno de los diarios de mayor circulación en la provincia en que esté situado el domicilio social.
3. Por excepción a lo dispuesto en el apartado anterior, en el caso de sociedad anónima con acciones al portador, la convocatoria deberá realizarse, al menos, mediante anuncio en el Boletín Oficial del Registro Mercantil.

### España
- Real Decreto Legislativo 1/2010, de 2 de julio, por el que se aprueba el texto refundido de la Ley de Sociedades de Capital.
- Real Decreto-ley 13/2010, de 3 de diciembre, de actuaciones en el ámbito fiscal, laboral y liberalizadoras para fomentar la inversión y la creación de empleo (modifica el artículo 173 de la Ley de Sociedades de Capital)
- Ley 25/2011, de 1 de agosto, de reforma parcial de la Ley de Sociedades de Capital y de incorporación de la Directiva 2007/36/CE, del Parlamento Europeo y del Consejo, de 11 de julio, sobre el ejercicio de determinados derechos de los accionistas de sociedades cotizadas (modifica el artículo 173 de la Ley de Sociedades de Capital)
- Real Decreto-ley 21/2020, de 9 de junio, de medidas urgentes de prevención, contención y coordinación para hacer frente a la crisis sanitaria ocasionada por el COVID-19 (España)
- Convocatoria a Junta General (artículo de Miguel Seoane de la Parra, Registrador Mercantil de Madrid)
- Convocatoria a Junta General Ordinaria y Extraordinaria (artículo de Anuncios-Oficiales.es, Diferentes modelos de convocatorias, ¿en qué se diferencian?)
- Comprobación de publicación de convocatorias de Juntas de Accionistas en página web Como respaldo a la declaración de administradores para la inscripción correcta de los acuerdos de la Junta.

- Datos: Q1077012
- Multimedia: Annual general meetings / Q1077012